# Сурьяха
Сурьяха (устар. Сурь-Яха) — река в России, протекает по Сургутскому району Ханты-Мансийского АО. Устье реки находится в 39 км по левому берегу реки Сэккынгъяха. Длина реки составляет 53 км, площадь водосборного бассейна 297 км².
Высота истока — 91,8 м над уровнем моря. Высота устья — 44,8 м над уровнем моря.

## Данные водного реестра
По данным государственного водного реестра России относится к Верхнеобскому бассейновому округу, водохозяйственный участок реки — Обь от города Нефтеюганск до впадения реки Иртыш, речной подбассейн реки — Обь ниже Ваха до впадения Иртыша. Речной бассейн реки — (Верхняя) Обь до впадения Иртыша.
Код объекта в государственном водном реестре — 13011100212115200048946.